# Cobitis linea
Cobitis linea és una espècie de peix de la família dels cobítids i de l'ordre dels cipriniformes.

## Morfologia
- Els mascles poden assolir 6,5 cm de llargària total i les femelles 8,86.[5]

## Reproducció
És ovípar.

## Hàbitat
Viu en zones de clima subtropical.

## Distribució geogràfica
Es troba al riu Kor (Iran).